# James Power
James Power (Ballygarrett, 1788 ou 1789 - 15 de agosto de 1852) foi um político e empresario estadunidense de origem irlandesa. Em 1835, participou da Batalha de Lipantitlán, parte da Revolução do Texas. No ano seguinte, assinou a Declaração da Independência do Texas.